# Marjo van der Knaap
Marjo van der Knaap (Delft, 9 mei 1958) is een Nederlands neuroloog. Zij is sinds 1999 hoogleraar aan de Vrije Universiteit Amsterdam en wordt gezien als internationaal expert op het gebied van het diagnosticeren van wittestofziekten bij kinderen.

## Biografie
Van der Knaap studeerde na Christelijk Lyceum te Delft in eerste instantie klassieke talen. Ze stapte over naar geneeskunde aan de Erasmus Universiteit Rotterdam vanwege het betere carrièreperspectief. Tijdens haar studie werkte ze zes maanden in het Gelukspan Hospital in Bophuthatswana. Omdat voor haar geen opleidingsplaats beschikbaar kwam voor interne geneeskunde naar wel voor neurologie koos zij voor die richting. Ze studeerde in 1984 cum laude af aan de Erasmus Universiteit Rotterdam. Van der Knaap begon als kinderneuroloog in Utrecht en deed een stage op het gebied van magnetic resonance imaging (MRI) bij de Vrije Universiteit (VU) te Amsterdam. Zij promoveerde in 1991 cum laude in de kinderneurologie aan de Universiteit Utrecht. In 1991 begon zij bij de VU, waar zij in 1999 hoogleraar werd. Van der Knaap werkt aan interdisciplinair hersenonderzoek bij kinderen, met aandacht voor neurologische, neurobiologische, psychologische en genetische aspecten.

## Onderzoek
Als onderzoekster is Van der Knaap sinds de jaren 1980 uitgegroeid tot een internationaal gerespecteerd deskundige met betrekking tot het diagnosticeren van wittestofziekten, sterk invaliderende en ten slotte dodelijke ziekten waar een op de duizend kinderen mee te maken krijgt. Witte stof bevindt zich in het midden van de hersenen. Het bestaat uit de uitlopers van zenuwcellen, omhuld door het witte myeline, die de grijze hersenschors verbinden met de rest van het lichaam en zorgen voor de communicatie. Er bestaan veel verschillende ziekten van de witte stof. Ze veroorzaken motorische achteruitgang, spasticiteit, coördinatieproblemen, epilepsie en achteruitgang in intelligentie. Uiteindelijk raakt de patiënt in coma en overlijdt. Soms leeft een kind een jaar, soms meerdere tientallen jaren met de ziekte.
De meest voorkomende wittestofziekte is vanishing white matter, waarbij de witte stof verdwijnt. De ziekten zijn erfelijk en progressief. Van der Knaap zag bij de kinderen die zij behandelde vijf verschillende nieuwe ziekten. Een daarvan wordt het Van der Knaap-syndroom genoemd, Megalencefale leuko-encefalopathie met subcorticale cysten (MLC), een vorm van leukodystrofie.
Voor haar ontdekkingen met behulp van MRI-techniek ontving zij in 2008 de spinozapremie van NWO. Met MRI kunnen delen van het menselijk lichaam in detail in beeld gebracht worden. Zij ontdekte samen met leden van haar onderzoeksgroep welke vijf genen de wittestofziekten veroorzaken. Hierdoor wordt prenatale diagnostiek mogelijk. Een defect gen heeft tot gevolg dat de eiwitproductie in de hersenen niet omlaag gaat als dat nodig is, bijvoorbeeld bij koorts of andere vormen van stress. Net aangemaakte eiwitten gaan dan samenklonteren, waardoor de ziekte erger wordt. Therapie voor de ziekte bestaat in 2017 nog niet. Van der Knaap heeft met het geld van de Spinozapremie een laboratorium opgezet voor stamcelonderzoek, in de hoop dat stamcellen op termijn ingezet kunnen worden om de ziekten te genezen en mogelijk ook om de reeds opgedane schade te repareren.

## Onderscheidingen
- Van der Knaap kreeg viermaal een TOP-subsidie van ZonMw
- 1999: Gouden medaille van de ISMRM[11]
- 2000: Winklermedaille van Nederlandse vereniging van Neurologie[11]
- 2001: Erelid van de ASNR[11]
- 2002: Prichard award van de ICNA[11]
- 2008 Sidney Carter Award van de American Academy of Neurology[11]
- 2008 Spinozapremie
- 2010:Peter-Emil-Becker Award van het Gesellschaft für Neuropädiatrie[11]
- 2010: lid van de KNAW.[12]
- 2014: Gouden medaille van de ASPNR.

## Publicaties (selectie)
- Marjo S. van der Knaap: Myelination and myelin disorders. A magnetic resonance study in infants, children, and young adults. (Proefschrift Universiteit Utrecht). Dordrecht, ICG Printing, 1991. Geen ISBN